# Celestus rozellae
Celestus rozellae е вид влечуго от семейство Слепоци (Anguidae). Видът не е застрашен от изчезване.

## Разпространение и местообитание
Разпространен е в Белиз, Гватемала и Мексико.
Обитава гористи местности, планини, възвишения и склонове.

## Описание
Популацията на вида е намаляваща.